# 13387 Irus
13387 Irus (1998 YW6) là một Trojan của Sao Mộc được phát hiện ngày 22 tháng 12 năm 1998 ở Astronomical Observatory of Farra d'Isonzo tại Farra d'Isonzo, Gorizia, Ý.